# Hotel Residencia del Gobernador
El Hotel Residencia del Gobernador es un hotel de estilo victoriano situado en el sector de Dagon, en Rangún, Myanmar (Birmania), ubicado en una mansión de teca de la década de 1920. Se encuentra ubicado en el barrio de las embajadas, cerca de la pagoda de Shwedagon, el Museo Nacional, el antiguo complejo de oficinas del Ministerio de Relaciones Exteriores y de la Casa India, ahora la residencia oficial del embajador de la India. 
El famoso club de Caballeros Británicos, el Club de Pegu se encuentra cerca. 
La elegante mansión de teca se construyó en 1920. La mansión de dos pisos, como su nombre oficial denota, sirvió como la sede oficial de los gobernadores de la colonia de la Corona británica de Birmania, como Sir Reginald Dorman-Smith y Hubert Rance. El hotel forma parte del grupo de Hoteles Orient-Express Ltd.